# Cantó de Montmaraud
El cantó de Montmaraud és un cantó francès del departament de l'Alier, situat al districte de Montluçon. Té 16 municipis i el cap és Montmaraud.

## Municipis
- Beuna
- Besenet
- Blomart
- Chapas
- Chavenon
- Doyet
- Louroux-de-Beaune
- Montmaraud
- Montvicq
- Murat
- Saint-Bonnet-de-Four
- Saint-Marcel-en-Murat
- Saint-Priest-en-Murat
- Sazeret
- Vernusse
- Villefranche-d'Allier

## Història
| Data d'elecció                           | Identitat        | Partit                        | Qualitat |
| ---------------------------------------- | ---------------- | ----------------------------- | -------- |
| 1945-1970                                | Armand Deschery  | SFIO                          |          |
| 1970-1977                                | Fernand Bizebard | CDP                           |          |
| 1977-1988                                | Bernard Tabutin  | PCF                           |          |
| 1988-                                    | Bruno Rojouan    | Unio Republicana del Borbonès |          |
| les dades anteriors no són pas conegudes |                  |                               |          |
|                                          |                  |                               |          |

## Demografia
| 1962  | 1968  | 1975  | 1982  | 1990  | 1999  | 2007  |
| ----- | ----- | ----- | ----- | ----- | ----- | ----- |
| 8.875 | 9.477 | 8.622 | 8.050 | 8.088 | 8.074 | 8.022 |